# Ion Lupusor
Ion Lupusor (Dușmani, 27 gennaio 1996) è un cestista moldavo con cittadinanza italiana.

## Carriera

### Club
Cresciuto nelle giovanili della Viola Reggio Calabria, dal 2014 fa parte del roster della prima squadra in Serie A2. Nel 2024 è stato acquistato dalla Real Sebastiani Rieti.

### Nazionale
Con l'Italia under 18 ha disputato il Torneo Albert Schweitzer e con l'Italia under 19, ha preso parte al Campionato mondiale maschile di pallacanestro Under-19 2015.